# Лахсен Уадані
Лахсен Уадані (араб. لحسن وداني, нар. 14 липня 1959, Рабат) — марокканський футболіст, що грав на позиції захисника за ФАР (Рабат) та національну збірну Марокко.

## Клубна кар'єра
На клубному рівні протягом 1980-х років грав за ФАР (Рабат).

## Виступи за збірні
1984 року захищав кольори олімпійської збірної Марокко. У складі цієї команди провів 2 матчі і був учасником футбольного турніру на Олімпійських іграх 1984 року в Лос-Анджелесі.
Грав за національну збірну Марокко. У її складі був учасником чемпіонату світу 1986 року в Мексиці, Кубка африканських націй 1986 року в Єгипті та домашнього для марокканців Кубка африканських націй 1988 року.

## Титули і досягнення
- Переможець Середземноморських ігор: 1983